# محمد النشرتي
محمد النشرتي المالكي أحد علماء الأزهر الشريف، وأحد أعلام الفقه المالكي، وسمِّي بالنشرتي نسبةً إلى بلدته. وهو ثالث شيوخ الأزهر، وتولَّى مشيخة الأزهر سنة 1106 هـ.
لم توجد له ترجمةٌ دقيقة في المراجع التاريخيَّة إلا سطور متفرِّقة ومتناثرة في بعض أجزاءٍ من كتب الجبرتي، وعدَّة سطور أوردَتْها اللجنة التي أصدرت كتاب «الأزهر في اثني عشر عامًا».

## مولده ونشأته
وُلِدَ ببلدة نشرت التابعة لمركز قلين بمحافظة كفر الشيخ، وحَفِظَ القُرآن الكريم، وكان ذو قدرةٍ فائقةٍ على توضيح وإعراب ما في نفسه، والإبانة عمَّا يجولُ بخاطِره وفكره، ومن أجل ذلك كثُر تلاميذه، واشتدَّ الإقبال على دروسه، لا من مصر وحدَها بل من شتَّى ديار الإسلام كافَّة.

## دراسته في الأزهر
انتقل النشرتي من بلدته إلى القاهرة في صباه ليلتحق بالأزهر، وتفوق في دراسته، ليتصدى فيما بعد للتدريس وتصدر حلقات الدرس حتى اختير شيخاً للأزهر بعد وفاة الشيخ البرماوي. وتزعم النشرتي علماء المالكية في عصره، ولم يتوقف عن التدريس حتى بعد أن تولى مشيخة الأزهر التي ظل فيها أربعة عشر عاما.

## تلاميذه
يقول الدكتور عبد العزيز غنيم: «ومع ما كان عليه الإمام الشيخ النشرتي من العلم، وما كان له من الفضل والمريدين والتلاميذ الذين طبقت شهرتهم الآفاق، في الفقه المالكي بخاصَّة، وفي العلوم الدينيَّة والدنيويَّة على سبيل العموم، فإنَّ المصادر التي بحثت في حياة الرجل وأعماله تؤكِّد أنَّه خلف رجالاً من العلماء كثيرين انتهت إليهم الصَّدارة في عُلوم عُصورهم المختلفة والمتعدِّدة المجالات والتخصُّصات، وإنَّ القصد من هذا نريد تعريف القارئ الكريم بأنَّ العلماء الذين لم يتركوا وراءهم مؤلَّفات ضخمة ومصنَّفات فريدة لم يكونوا أقلَّ حظًّا من الذين خلفوا وراءهم رجالاً، خلدوا آراءهم وأفكارهم وأبقوا على مرِّ الزمن أخبارهم وآثارهم». ومن تلاميذ الشيخ النشرتي:
- أبو العباس أحمد بن عمر الديربي الشافعي الأزهري
- عبد الحي زين العابدين
- أحمد بن الحسن الكريمي الخالدي الشافعي (الشهير بالجوهري)

المعروف أنَّ الشيخ النشرتي كان يلقي دروسه وهو شيخٌ للأزهر بالمدرسة «الأقبغاوية»، وهي مكان مكتبة الأزهر الآن، فلمَّا لقي ربَّه طمع في المشيخة والتدريس بالمدرسة الأقبغاويَّة الشيخ أحمد النفراوي، ولكنَّ تلاميذ النشرتي وقفوا ضدَّه، وعدم تمكينه من التعيين، واتَّفقوا فيما بينهم على أنْ يشغل المنصبين معًا زميلُهم الشيخ عبد الباقي القليني، وهو من التلاميذ النُّجَباء للإمام النشرتي، وهو من المتمكِّنين في فقه المالكيَّة، ومن الصدف أنَّ القليني لم يكن بمصر وقتها، فتعصَّبت له جماعة النشرتي، وأرسَلُوا يستعجلون حضوره، ولكنَّ الشيخ النفراوي لم ينتظر، بل تقدَّم لإلقاء دروسه بـ«الأقبغاوية»، فمنعه القاطنون بها وحضر القليني؛ فانضمَّ إليه زملاؤه وأنصاره، واتَّضح بعد التحقيق أنَّ الحقَّ في جانب الشيخ القليني، فولي المشيخة والدرس، وأمر النفراوي بلزوم بيته، ونفى الشيخ محمد شنن أيضًا.
وطلبة الإمام محمد النشرتي دائمًا يلتفُّون حوله ومتأثِّرون به إلى درجةٍ كبيرةٍ، ظهر ذلك بعد وفاته في تماسكهم واتِّحادهم ومحاولة فرض آرائهم على ولاة الأمر، حتى في اختيارهم لشيخ الأزهر بعد رحيل شيخهم؛ فوقع اختيارهم على تلميذه الشيخ القليني، وأصرَّت طائفةٌ أخرى على أنْ يتولَّى المشيخة الشيخ النفراوي، واستطاعت الطائفة الأولى أنْ تتغلَّب وتفرض إرادتها فرضًا بعد أحداثٍ جسام ذكر ذلك الجبرتي وذكره «كنز الجوهر»، ورأى المؤرِّخون أنَّه من الخير الإشارة إلى هذه الأحداث؛ أداءً لحقِّ التاريخ، وإبرازًا لدور الأزهر في التوجيه العام.

## مؤلفاته
اكتفى النشرتي بتدريس الكتب المعروفة في عصره ـ خاصة التي كانت في المذهب المالكي ـ ولم تكن له مؤلفات خاصة به حيث شغله منصبه وطلابه عن التأليف.

## توليه المشيخة
تولى الشيخ النشرتي مشيخة الأزهر سنة 1106 هـ بعد وفاة الشيخ إبراهيم البرماوي، وامتدت مشيخته للأزهر 14 عاماً، حتى وفاته سنة 1120 هـ.

## وفاته
توفي الشيخ النشرتي بعد ظهر يوم الأحد 28 ذو الحجة 1120 هـ (1709)، وأخرت جنازته إلى صبيحة يوم الإثنين، وصلي عليه بالأزهر، وحضر جنازته السناجقة والأمراء والأعيان والعامة في يوم عظيم ومشهد حافل.